# Rue de la Justice (Liège)
Ne doit pas être confondu avec rue de la Justice (Lille), Rue de la Justice ou rue de la Justice (Mulhouse).
La rue de la Justice est une rue du quartier d'Outremeuse à Liège en Belgique (région wallonne).

## Histoire
Comme tout le quartier construit autour de la place du Congrès, la rue est percée vers 1880 au lieu-dit des Prés Saint-Denis (parties nord et est d'Outremeuse).

## Description
Cette voie plate, pavée et rectiligne mesurant environ 93 m est l'une des sept voiries partant de la place du Congrès. Elle relie cette place circulaire au quai de la Dérivation, en rive gauche de la Dérivation.

## Architecture

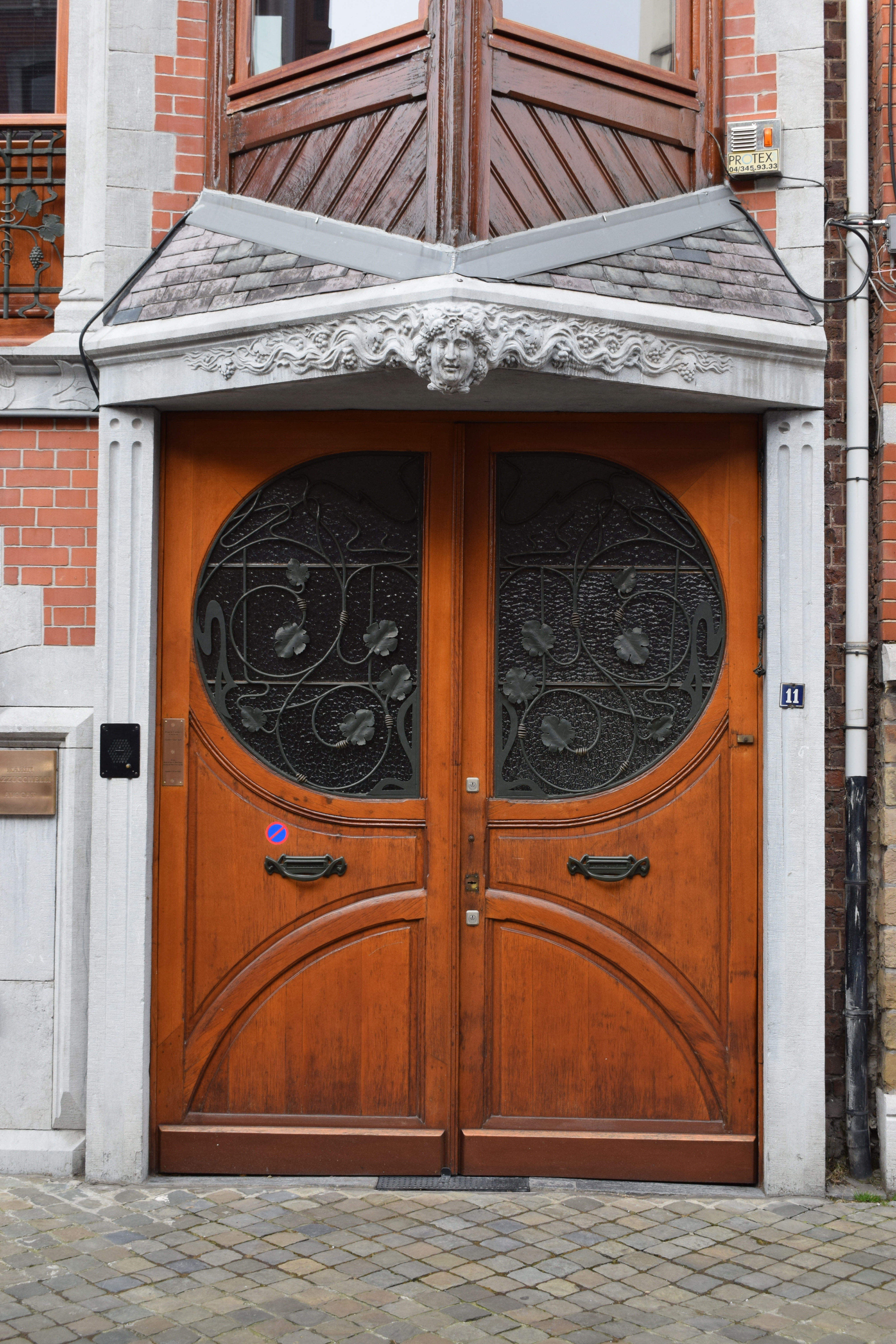
Entrée de la maison Demanet

La rue compte deux douzaines d'immeubles érigés pour la plupart à la fin du XIXe siècle et au début du XXe siècle.
Parmi ceux-ci, la maison Demanet située au no 11 été réalisée en 1903 par l'architecte Joseph Bottin dans un style éclectique comprenant des ornements (sculptures de la pierre et surtout ferronneries à motifs végétaux) se rattachant au style Art nouveau.
Le style Art déco est aussi représenté dans cette rue par l'immeuble sis au no 15, notamment par la présence d'un oriel de trois niveaux reposant sur une imposante console en escalier.
L'immeuble d'angle (côté impair) avec la place du Congrès possède une tourelle ronde en brique rouge dominant la tourelle de la maison Counet située à quelques dizaines de mètres sur cette même place du Congrès.

## Voiries adjacentes
- Place du Congrès
- Quai de la Dérivation